# EOS/ESD
 EOS/ESD Association, Inc.  je nezávislá obchodní a normalizační organizace zaměřená na ochranu před elektrickým přetížením a před elektrostatickým výbojem. Sdružuje významné nadnárodní organizace, pro které je důležitá ochrana součástek pro elektrotechniku a pro elektroniku, elektronických systémů atp. před elektrickým přetížením a před elektrostatickým výbojem (EOS/ESD). 
Asociace EOS/ESD nabízí řadu aktivit typu školení, včetně certifikace pracovníků i pracovišť. Jde např. o pracoviště zajišťující výrobu a servis součástek a vyšších sestav citlivých na elektrostatický výboj. 
Velmi důležitou aktivitou Asociace EOS/ESD je sestavování a vydávání norem (ESD) z oblasti ochrany před EOS/ESD. Řada norem ESD se postupně, přes organizace IEC a CENELEC, stává normami ČSN.

## Normalizační organizace přejímající normy ESD
- ANSI (American National Standards Institute),
- IPC (Institute of Printed Circuits), IPC Association Connecting Electronics Industries

## Příklady přejímaných norem ESD
- ANSI/ESDA/JEDEC JS-002-2018  JOINT STANDARD FOR ELECTROSTATIC DISCHARGE SENSITIVITY TESTING – CHARGED DEVICE MODEL (CDM) – DEVICE LEVEL (Zkoušení citlivosti součástek na elektrostatický výboj - Model nabité součástky)
- ANSI/ESDA/JEDEC JS-001-2017 JOINT JEDEC/ESDA STANDARD FOR ELECTROSTATIC DISCHARGE SENSITIVITY TEST - HUMAN BODY MODEL (HBM) - COMPONENT LEVEL (Zkoušení citlivosti součástek na elektrostatický výboj - Model lidského těla)

## Příklady  norem ČSN, EN a IEC vycházejících z norem ESD
- ČSN EN IEC 60749-26, Polovodičové součástky - Mechanické a klimatické zkoušky - Část 26: Zkoušení citlivosti na elektrostatický výboj (ESD) - Model lidského těla (HBM) je věcně identická s normou IEC 60749-26, která vychází z ANSI/ESDA/JEDEC JS-001
- ČSN EN IEC 60749-28, Polovodičové součástky - Mechanické a klimatické zkoušky - Část 28: Zkoušení citlivosti na elektrostatický výboj (ESD) - Model nabité součástky (CDM) - úroveň součástky je věcně identická s normou IEC 60749-28, která vychází z ANSI/ESDA/JEDEC JS-002

- ČSN EN IEC 61340-4-4, Elektrostatika –  Část 4-4: Standardní zkušební metody pro specifické aplikace – Elektrostatická klasifikace flexibilních středně objemových vaků (FIBC)